# Kon-hai

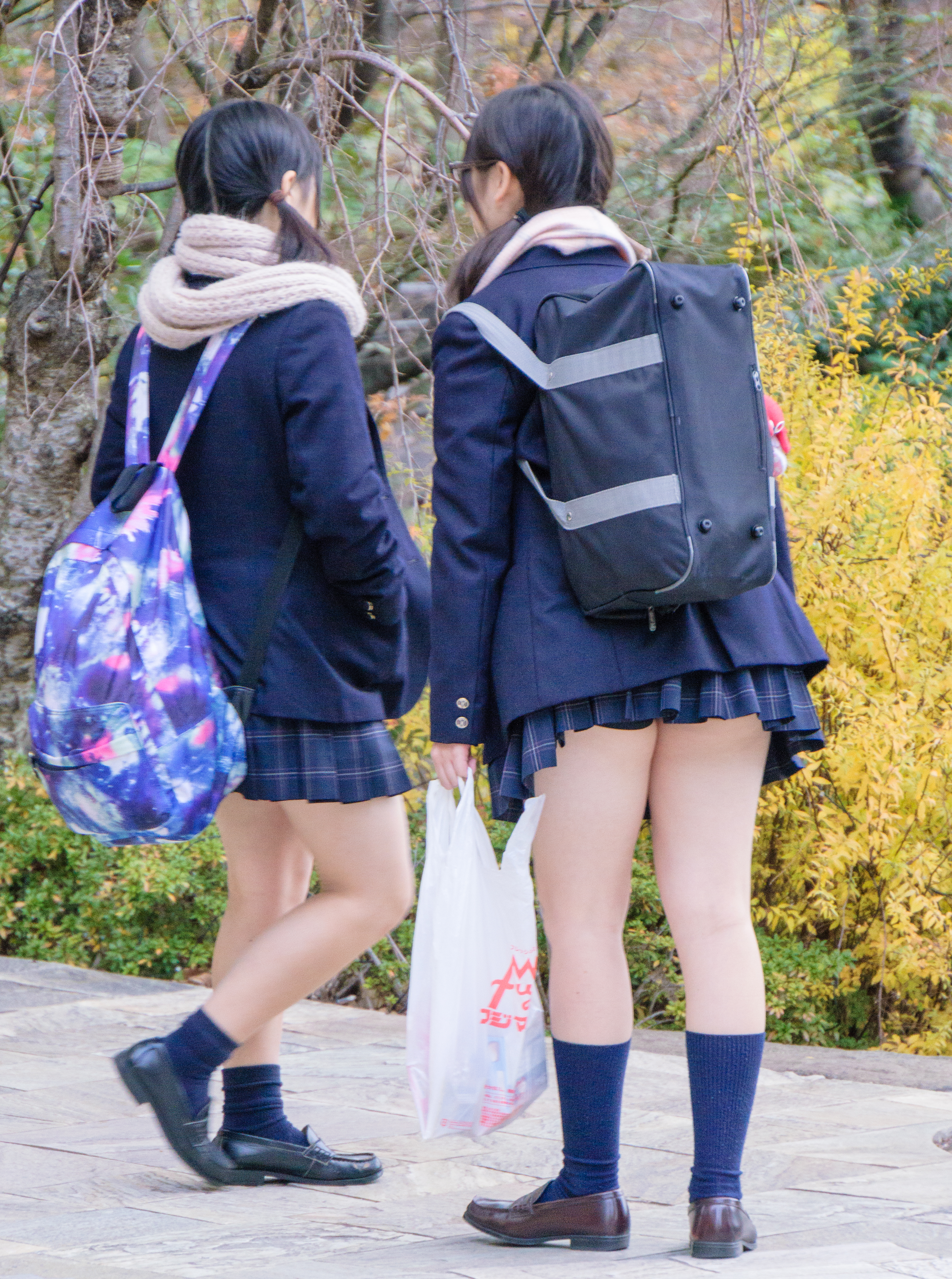
Uczennica mające na sobie kon-hai

Kon-hai (jap. 紺ハイ) – skrót od „granatowych wysokich skarpet” w japońskim języku młodzieżowym. Skarpetki te noszone są głównie przez uczennice szkół gimnazjalnych i ponadgimnazjalnych do mundurków szkolnych. Nazywane są również granatowymi wysokimi skarpetami lub granatowymi skarpetami.

## Historia
Od połowy lat 90. luźne skarpetki były modne wśród licealistek, ale wraz z nadejściem 2000 roku trend ten zaczął słabnąć. Następnie, w pierwszej dekadzie XXI wieku, granatowe skarpetki zastąpiły luźne skarpetki i stały się popularne wśród dziewcząt w wieku gimnazjalnym i ponadgimnazjalnym. Od połowy 2000 roku stały się one głównym nurtem skarpetek dla dziewcząt w gimnazjach i liceach.